# 甲塚古墳 (下野市)
甲塚古墳（かぶとづかこふん）は、栃木県下野市国分寺にある古墳。形状は帆立貝形古墳。しもつけ古墳群（うち飯塚・国分寺地域）を構成する古墳の1つ。史跡指定はされていない。出土品は国の重要文化財に指定されている。

## 概要
| 古墳名         | 形状         | 規模        | 築造時期    | 史跡指定 |
| -------------- | ------------ | ----------- | ----------- | -------- |
| 摩利支天塚古墳 | 前方後円墳   | 墳丘長120m  | 5c末        | 国史跡   |
| 琵琶塚古墳     | 前方後円墳   | 墳丘長123m  | 6c初頭      | 国史跡   |
| 吾妻古墳       | 前方後円墳   | 墳丘長128m  | 6c後半      | 国史跡   |
| 甲塚古墳       | 帆立貝形古墳 | 墳丘長80m   | 6c後半      | なし     |
| 愛宕塚古墳     | 前方後円墳   | 墳丘長78.5m | 6c末        | 県史跡   |
| 山王塚古墳     | 前方後円墳   | 墳丘長89m   | 6c末-7c初頭 | なし     |
| 丸塚古墳       | 円墳         | 直径65m     | 7c前半      | 県史跡   |

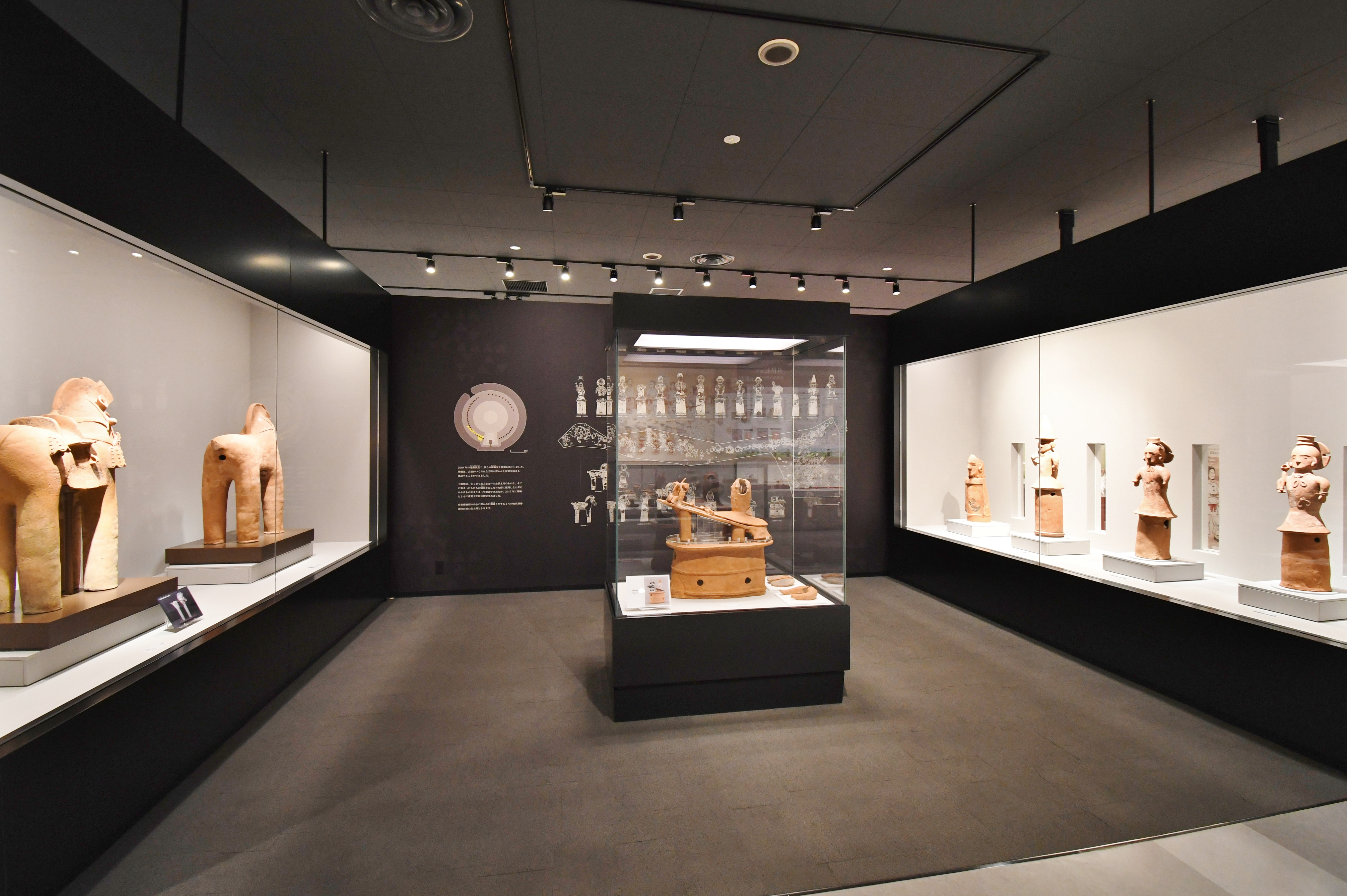
埴輪群（国の重要文化財）しもつけ風土記の丘資料館展示（他画像も同様）。

栃木県南部、下野市西部の姿川と思川に挟まれた台地上に築造された古墳である。台地上では、本古墳のほかにも摩利支天塚古墳・琵琶塚古墳・吾妻古墳を始めとする大型古墳の分布が知られる。本古墳では1883・1893年（明治16・26年）に発掘がなされ旧状が損なわれているほか、考古学的にはこれまでに数次の発掘調査が実施されている。
墳丘は前方部が短小な帆立貝形の前方後円形で、前方部を南方向に向ける。墳丘は2段築成で、特に1段目は平坦な基壇状を呈し、下野地域特有の「下野型古墳」の特徴を示す。墳丘長は推定約80メートル、主丘（ほぼ完全な円形）は直径61メートルを測る。墳丘第1段の平坦面中央部には円筒埴輪列が巡らされる。また第2段のくびれ部付近において形象埴輪（人物形・馬形埴輪など）が検出されており、特に埴輪群は当初の位置・向きまで良好に遺存する点、全国初の機織形埴輪の出土の点、一部の埴輪に彩色の残る点で注目される。埋葬施設は凝灰岩製の横穴式石室で、前方部前面において南方向に開口する。築造時期は古墳時代後期の6世紀後半頃と推定される。
出土品は2017年（平成29年）に国の重要文化財に指定された。付近では、後世に下野国分寺が隣接して営まれている。

## 埋葬施設
埋葬施設としては凝灰岩製切石による横穴式石室が構築されており、前方部前面において南方向に開口する。現在までに損壊を受けているが、推定復原される石室の規模は次の通り。
- 石室全長：4.2メートル - 墓道を含めると約9メートル。
- 玄室：長さ3.0メートル、幅2.0メートル、高さ1.9メートル
- 羨道：長さ0.6メートル

## 文化財

### 重要文化財（国指定）
- 栃木県甲塚古墳出土品（考古資料） - 明細は以下。下野市立しもつけ風土記の丘資料館保管。2017年（平成29年）9月15日指定[5][6][7]。
  - 機織形埴輪 2点
  - 人物埴輪 17点
  - 馬形埴輪 4点
  - 須恵器 58点
  - 土師器 16点
  - 附 埴輪残欠 4点

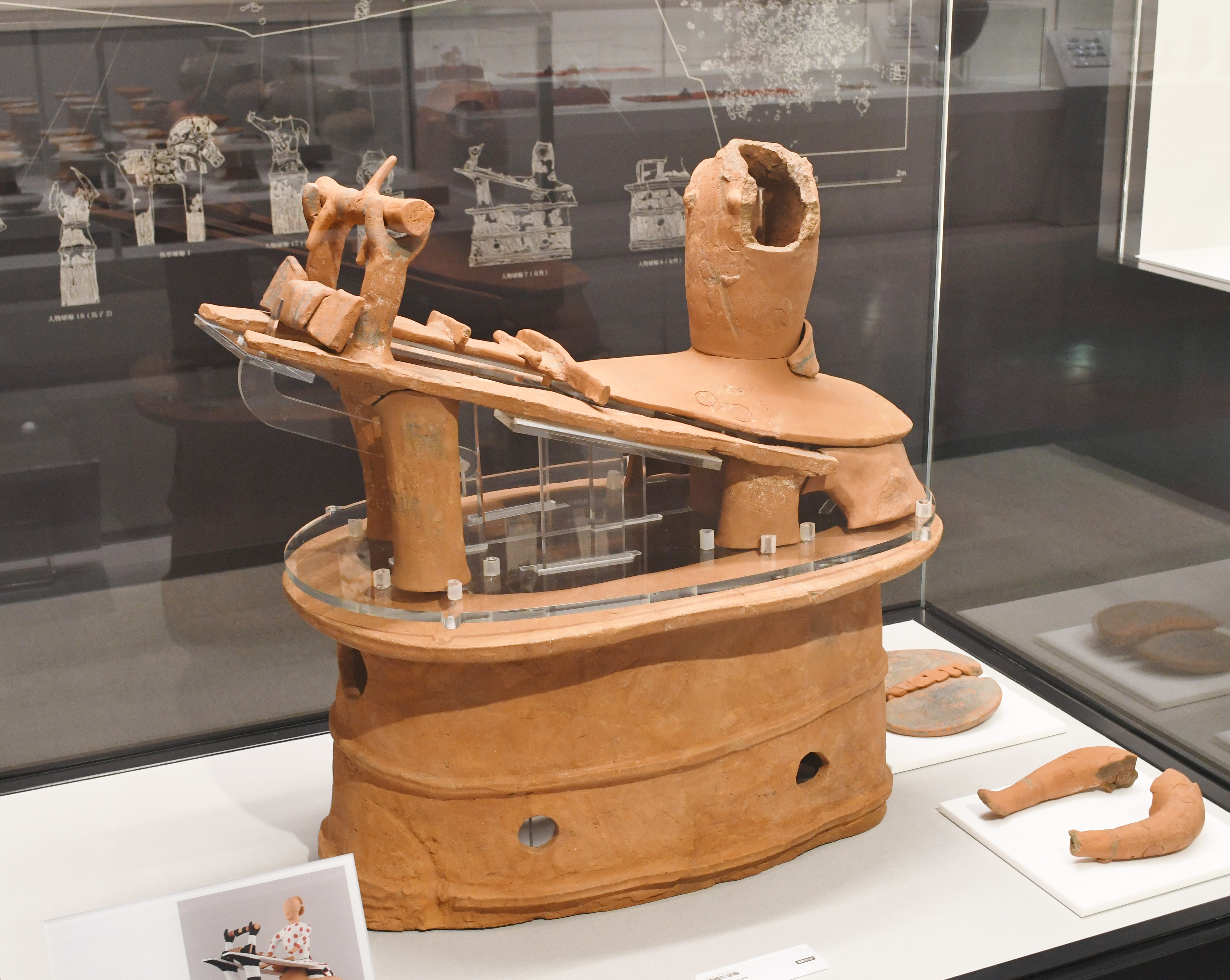
機織形埴輪
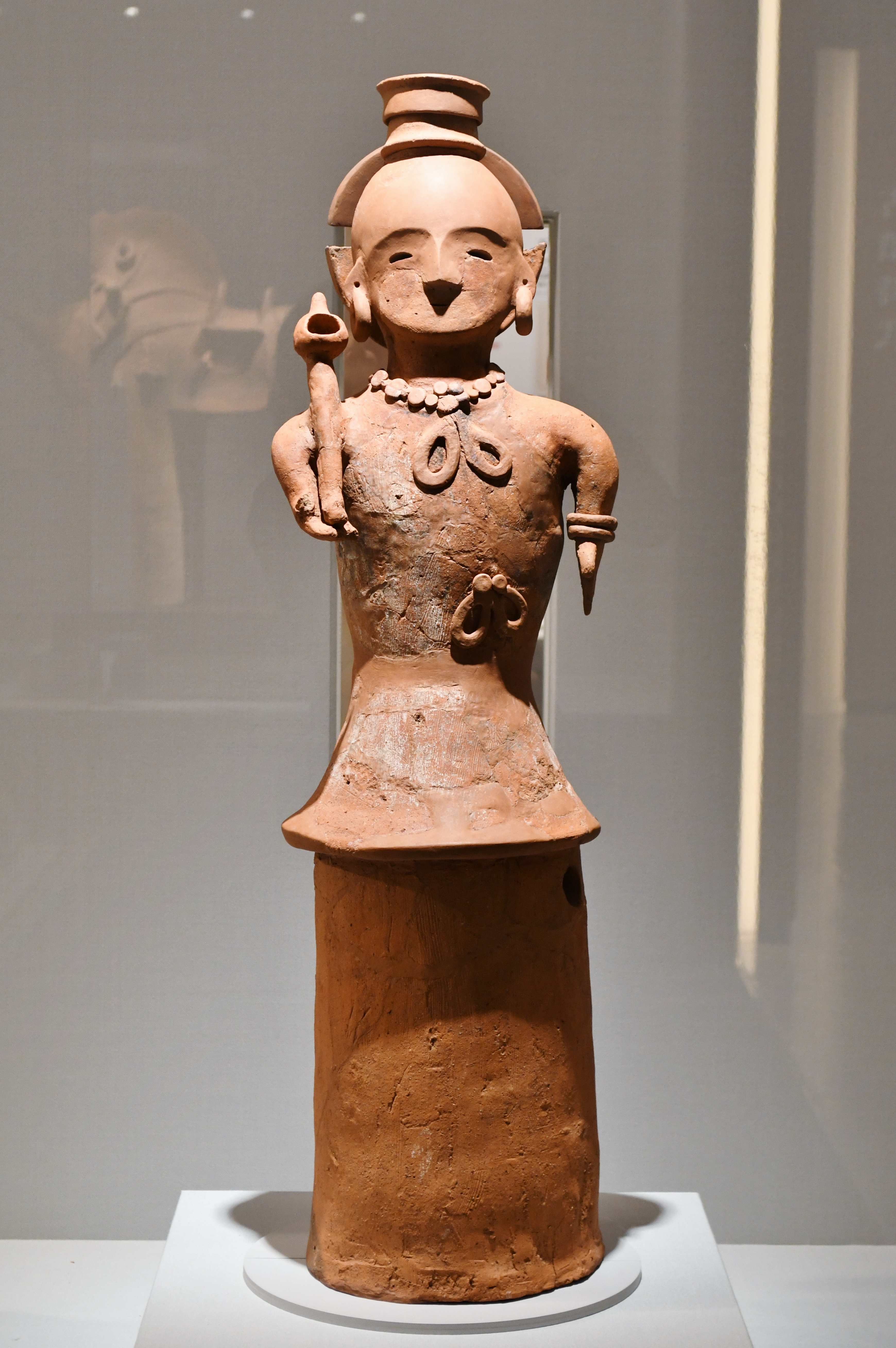
人物埴輪1（女性）
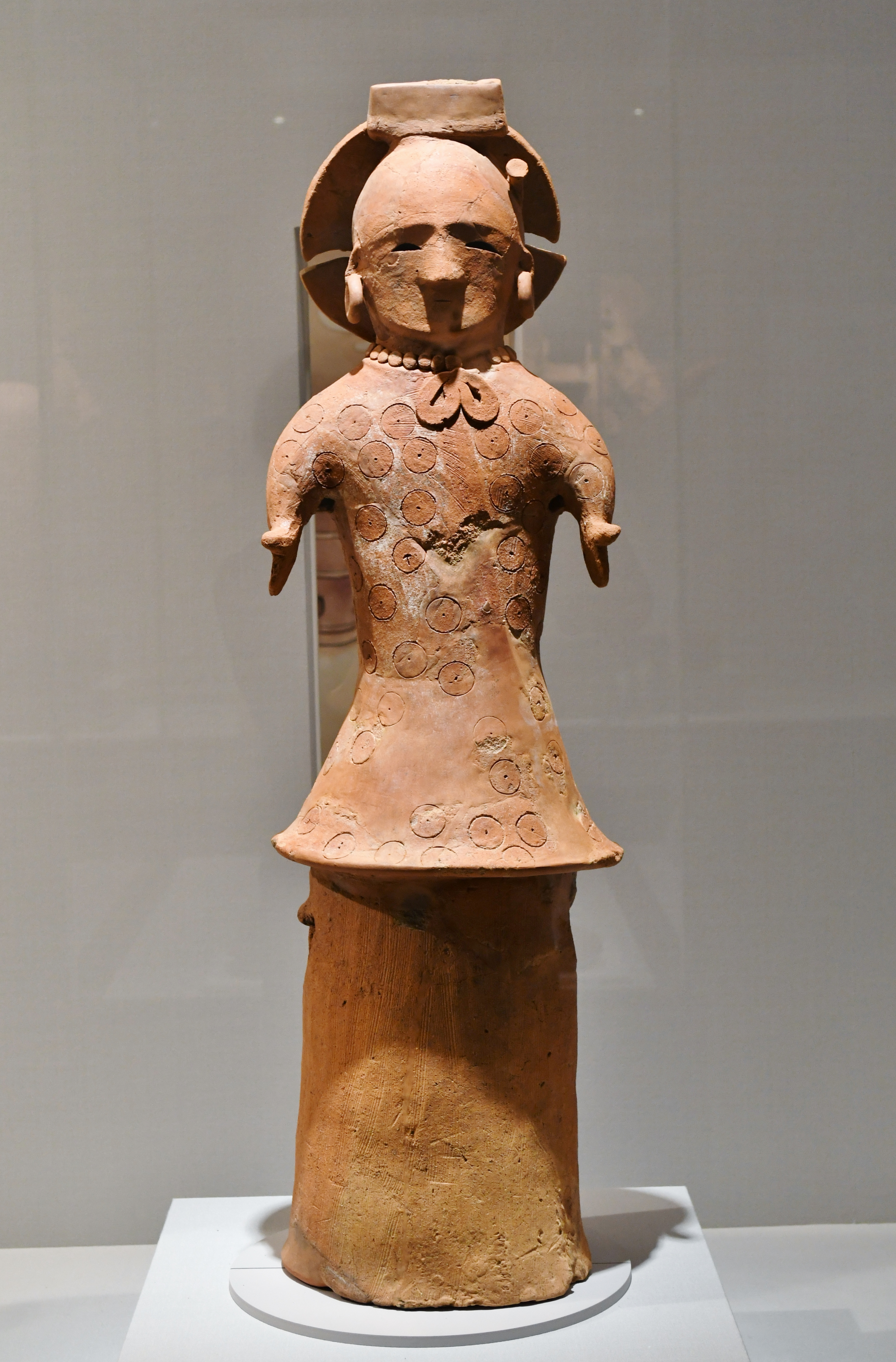
人物埴輪2（女性）
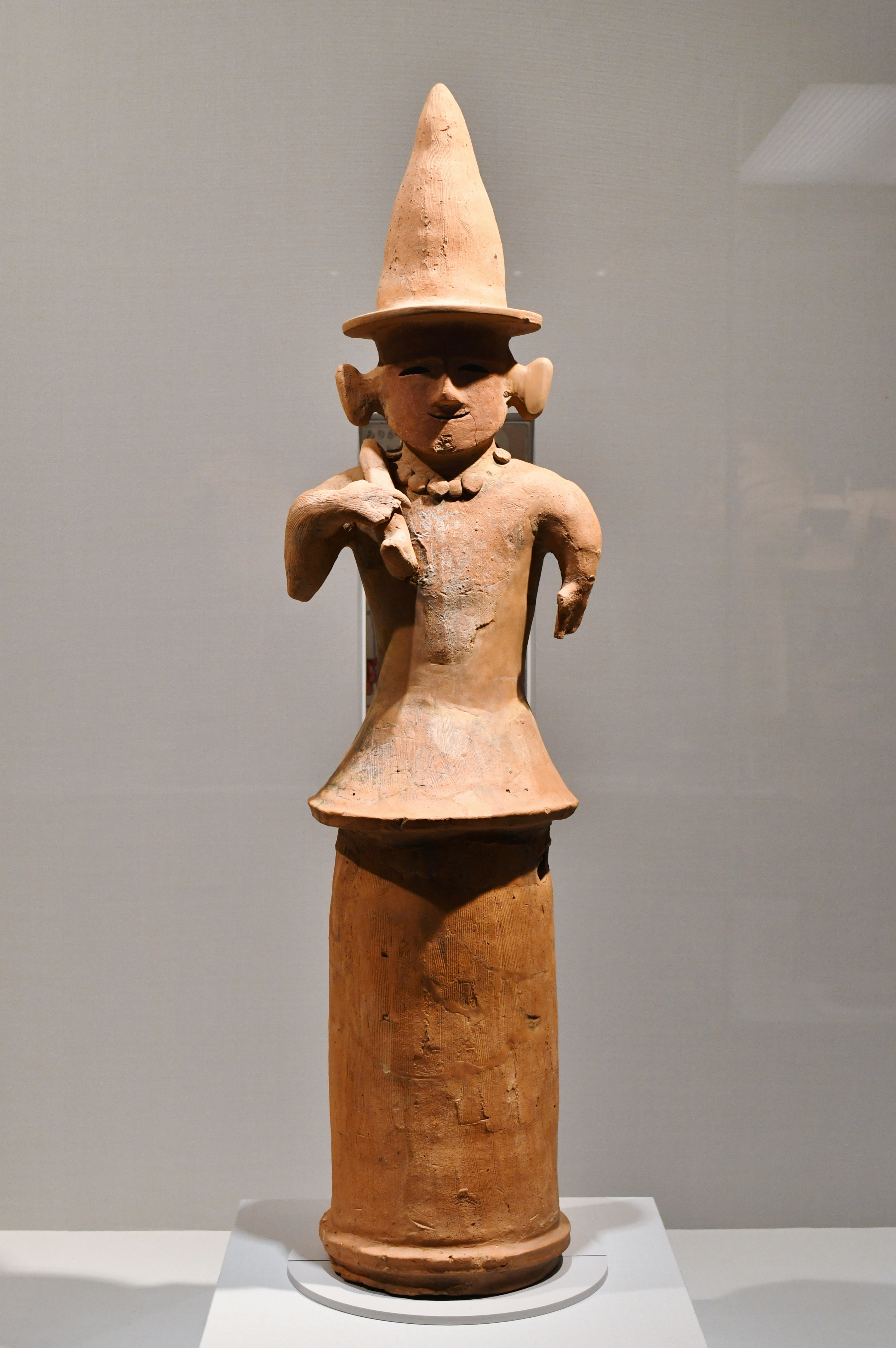
人物埴輪15（男性）
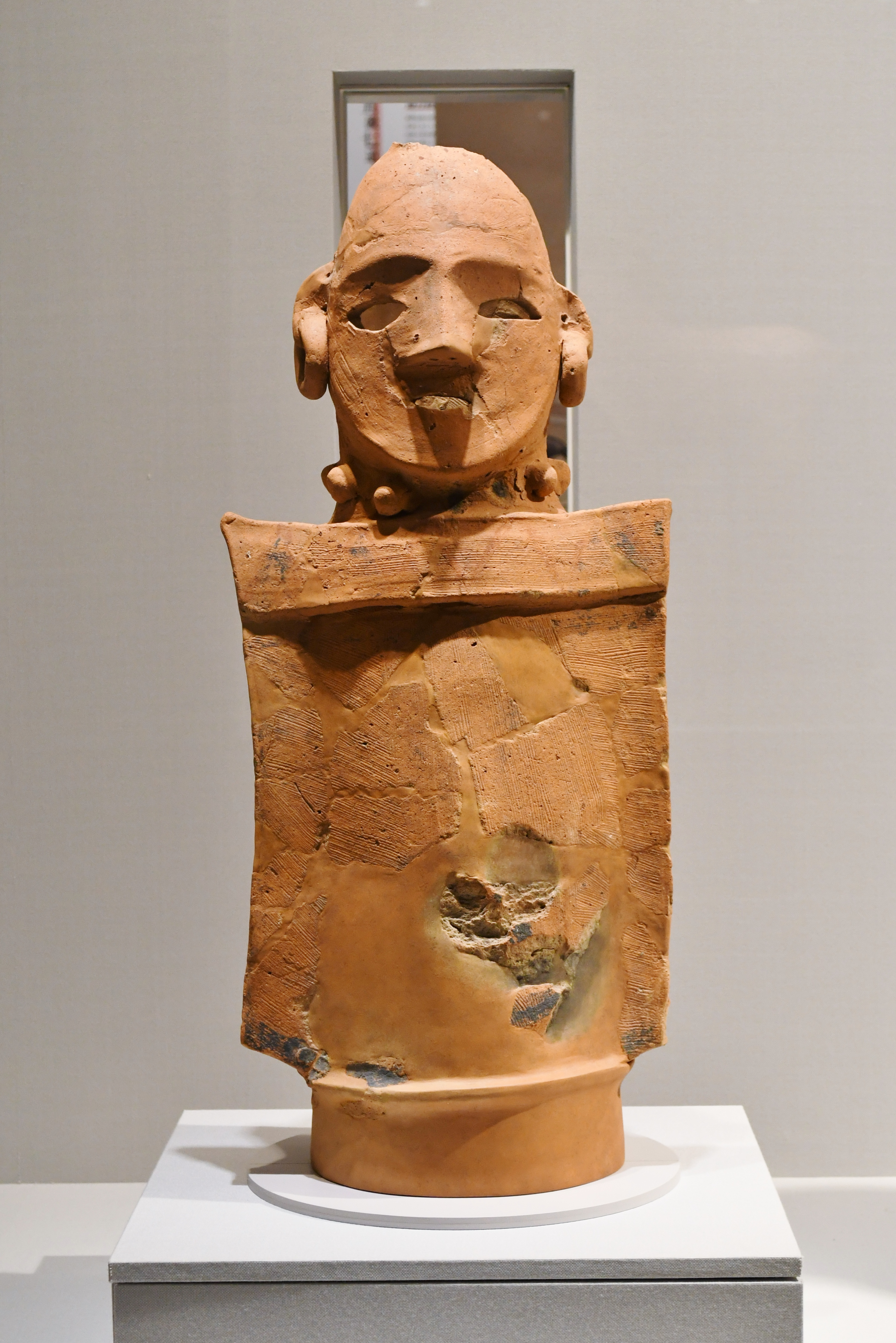
人物埴輪（盾持人）
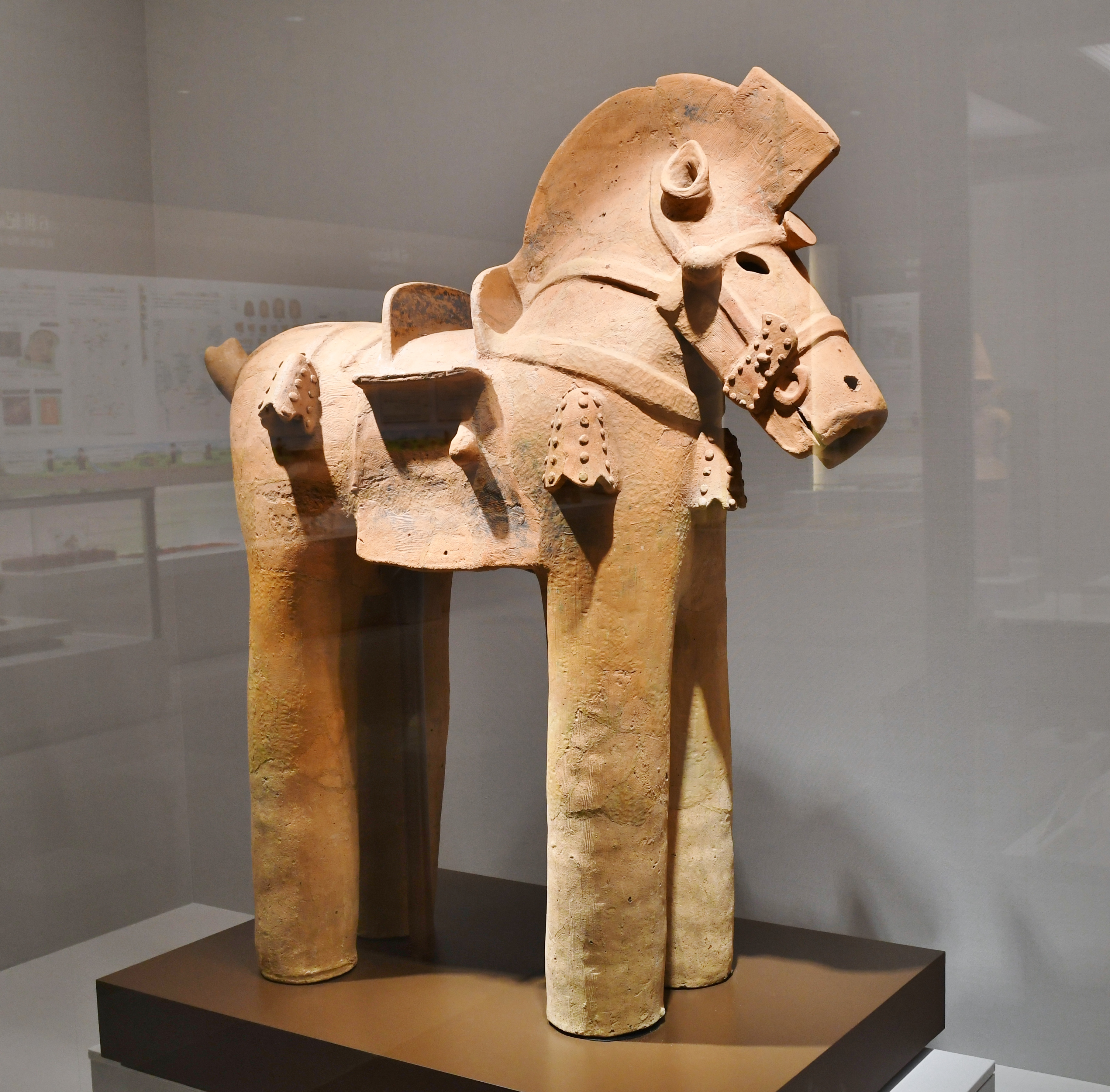
馬形埴輪1
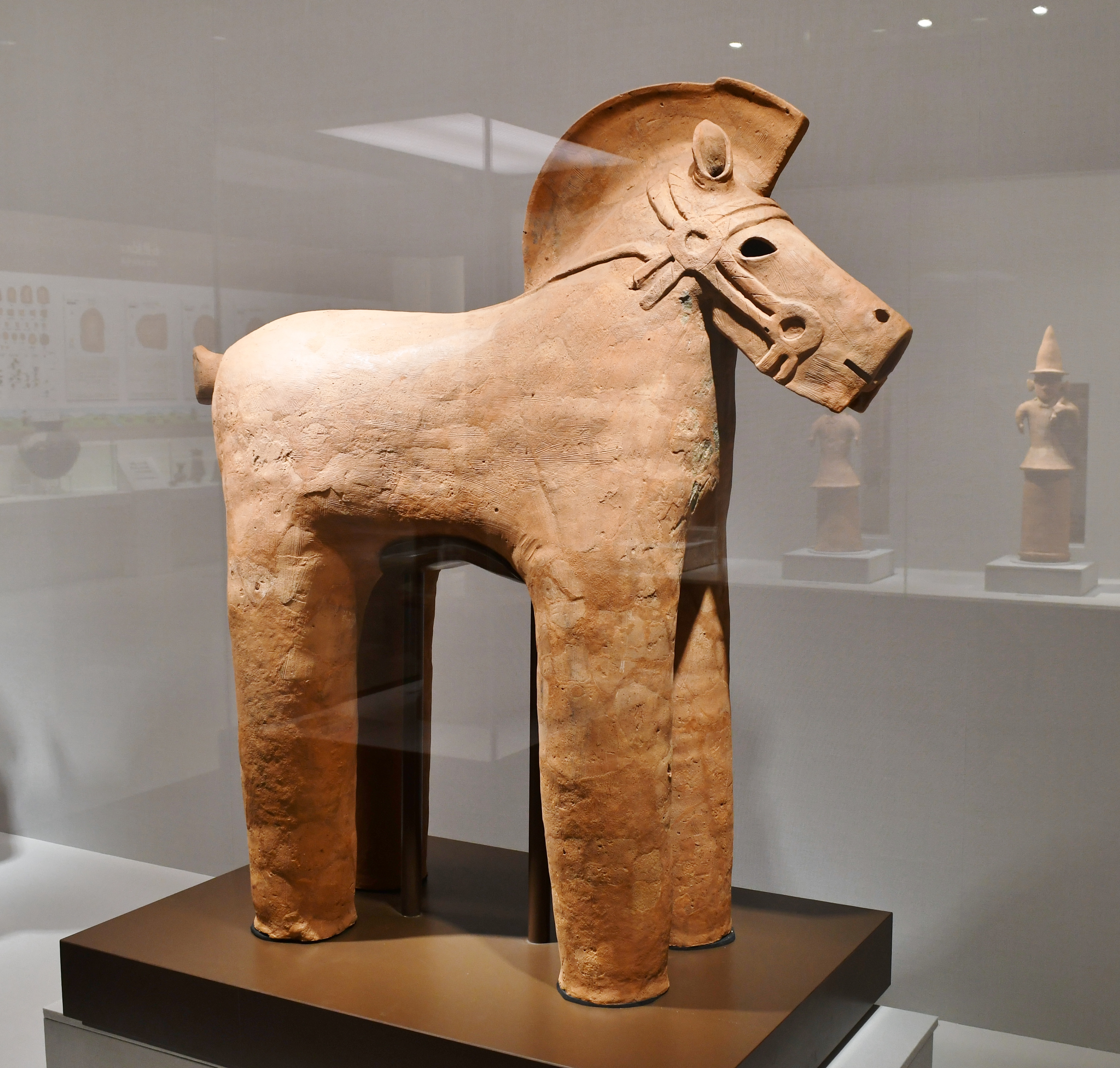
馬形埴輪3
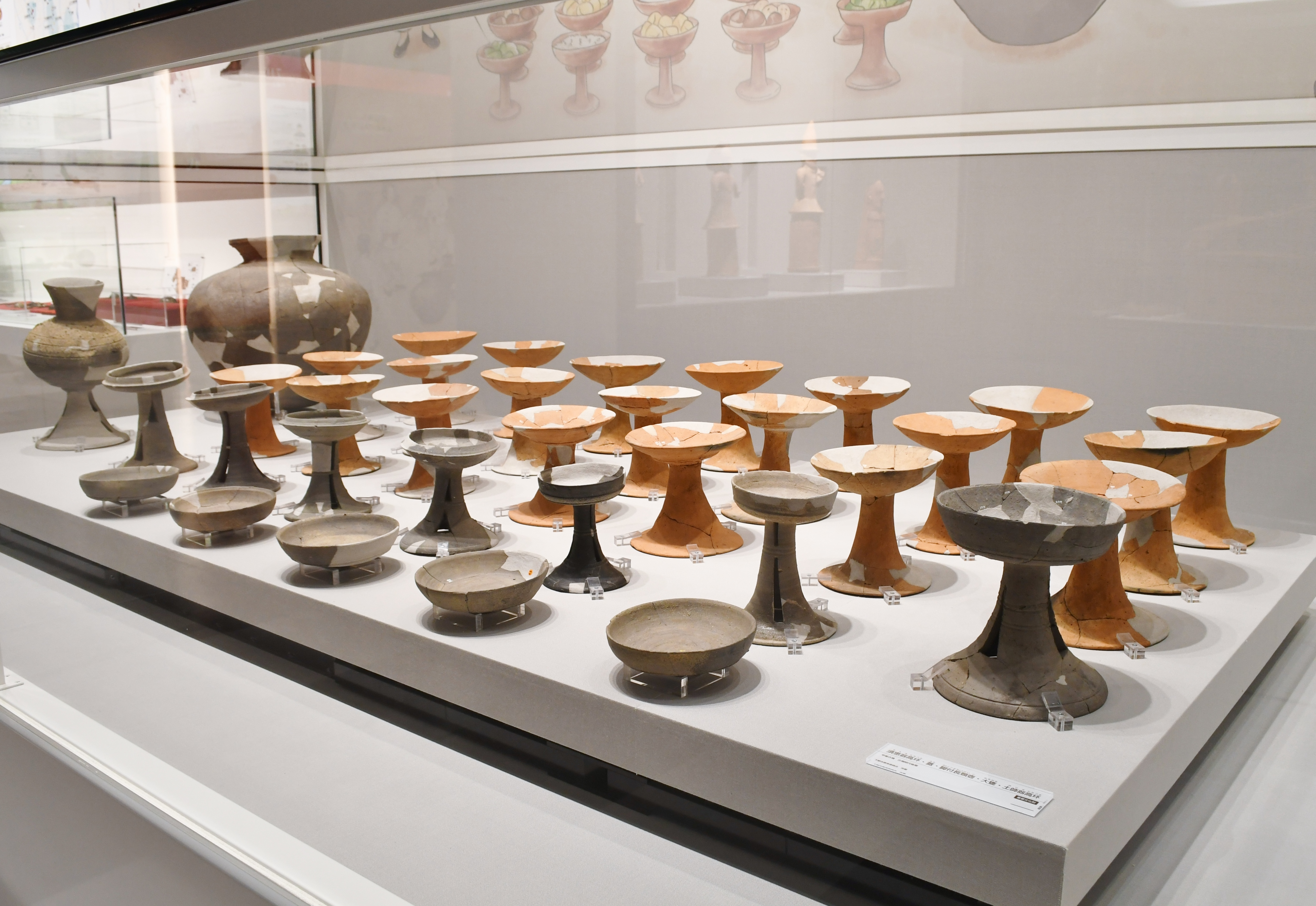
土器群

## 関連施設
- しもつけ風土記の丘資料館（下野市国分寺） - 甲塚古墳出土品等を保管・展示。

## 関連文献
（記事執筆に使用していない関連文献）
- 『甲塚古墳 栃木県国分寺町 平成16年度規模確認調査』栃木県国分寺町教育委員会、2005年。
- とちぎ未来づくり財団埋蔵文化財センター 編『甲塚古墳 重要遺跡範囲確認調査（栃木県埋蔵文化財調査報告 第343集）』栃木県教育委員会、2012年。
- 『甲塚古墳 下野国分寺跡史跡整備関連発掘調査報告書（下野市埋蔵文化財調査報告 第11集）』下野市教育委員会、2014年。